# Réserve naturelle de la forêt alluviale de Háros-sziget
La réserve naturelle de la forêt alluviale de Háros-sziget (en hongrois : Háros-szigeti Ártéri-erdő Természetvédelmi terület) est une aire protégée de Hongrie située à Budapest et dont le périmètre est géré par le parc national Duna-Ipoly. Celui-ci comprend la presque-île de Háros (ou baie de Háros, Hárosi-öböl), le bras-mort du Danube de Háros (Hárosi-Duna) ainsi que la forêt alluviale qui s'y trouve.